# 신의 (드라마)
《신의》는 2012년 8월 13일부터 2012년 10월 30일까지 방송된 SBS의 24부작 특별기획드라마이다. 원래는 신의(神醫)라는 제목이었으나 신의(信義)로 한자를 변경했다.
해당 드라마 종영 이후 이듬해인 2013년 7월 23일에 연출자인 김종학 PD가 출연료 미지급 문제와 배임 혐의로 검찰의 조사까지 받아오다가 자살하는 사건이 일어나게 되면서 결국 해당 드라마는 김종학 PD의 유작이 되었다.
한편, 극중 유은수 역으로 나온 김희선은 결혼과 출산으로 한동안 브라운관을 떠나있었다가 해당 드라마로 복귀했다.

### 주요 인물
- 이민호 : 최영 역
- 김희선 : 유은수 역
- 유오성 : 기철 역

### 장빈의 무리들
- 이필립 : 장빈 역
- 김수연 : 더기 역

### 기철의 무리들
- 성훈 : 천음자 역
- 신은정 : 화수인 역
- 조인표 : 구양각 역
- 최석진 : 기원 역
- 황우연 : 자운 역

### 궁궐 사람들
- 류덕환 : 공민왕 역
- 박세영 : 노국공주 역
- 이병준 : 조일신 역
- 김미경 : 최상궁 역
- 권민 : 안도치 역
- 박윤재: 덕흥군 역

### 우달치 부대원들
- 백광두 : 배충석 역
- 김종문 : 오대만 역
- 정유찬 : 주석 역
- 강창묵 : 돌배 역
- 윤균상 : 덕만 역

### 그 밖의 사람들
- 최원홍 : 경창부원군 (충정왕) 역
- 오재무 : 이성계 역
- 정동규 : 이자춘 역
- 송민형 : 이제현 역
- 김형종 : 이색 역
- 송경철 : 만보남매 역
- 이숙 : 만보남매 (동생) 역
- 박진수 : 신비거사 역
- 지윤호 : 지호 역
- 최창엽 : 시울 역
- 김태한 : 안재 역
- 김유진 : 장희 역
- 엄기철 : 약원 역
- 임화영 : 초향 역

### 특별 출연
- 안재욱 : 유은수의 첫사랑 역
- 박휘순 : 유은수의 두 번째 남자 역
- 오광록 : 점쟁이 역
- 최민수 : 문치후 (적월대 대장) 역
- 김효선 : 매희 역
- 오현철 : 충혜왕 역
- 박상원 : 손유 역

### 출연
- 이진홍 : 성우
- 서유리 : 성우

## 시청률
아래의 파란색 숫자는 '최저 시청률'이고, 빨간색 숫자는 '최고 시청률'입니다. 시청률조사회사와 지역별로 시청률에 차이가 있을 수 있습니다.
| 2012년      | 2012년      | 2012년         | 2012년       | 2012년         | 2012년       |
| 회차        | 방송일      | TNmS 시청률    | TNmS 시청률  | AGB 시청률     | AGB 시청률   |
| 회차        | 방송일      | 대한민국(전국) | 서울(수도권) | 대한민국(전국) | 서울(수도권) |
| ----------- | ----------- | -------------- | ------------ | -------------- | ------------ |
| 제1회       | 8월 13일    | 12.2%          | 13.8%        | 9.4%           | 10.8%        |
| 제2회       | 8월 14일    | 11.8%          | 13.1%        | 10.3%          | 11.4%        |
| 제3회       | 8월 20일    | 13.4%          | 15.8%        | 10.3%          | 11.6%        |
| 제4회       | 8월 21일    | 13.2%          | 15.5%        | 11.5%          | 12.8%        |
| 제5회       | 8월 27일    | 12.9%          | 14.5%        | 10.6%          | 11.6%        |
| 제6회       | 8월 28일    | 13.1%          | 14.8%        | 12.2%          | 13.5%        |
| 제7회       | 9월 3일     | 12.3%          | 13.9%        | 9.8%           | 10.9%        |
| 제8회       | 9월 4일     | 12.6%          | 13.9%        | 11.0%          | 12.4%        |
| 제9회       | 9월 10일    | 11.6%          | 12.8%        | 11.8%          | 13.2%        |
| 제10회      | 9월 11일    | 11.7%          | 13.0%        | 11.2%          | 11.4%        |
| 제11회      | 9월 17일    | 11.8%          | 13.5%        | 10.4%          | 11.3%        |
| 제12회      | 9월 18일    | 11.2%          | 12.2%        | 10.1%          | 11.0%        |
| 제13회      | 9월 24일    | 10.7%          | 12.2%        | 9.7%           | 10.9%        |
| 제14회      | 9월 25일    | 10.2%          | 11.6%        | 9.0%           | 9.7%         |
| 제15회      | 10월 1일    | 11.1%          | 12.7%        | 9.3%           | 9.9%         |
| 제16회      | 10월 2일    | 9.6%           | 10.2%        | 9.5%           | 9.7%         |
| 제17회      | 10월 8일    | 13.2%          | 14.1%        | 10.5%          | 11.4%        |
| 제18회      | 10월 9일    | 11.5%          | 13.0%        | 9.9%           | 10.6%        |
| 제19회      | 10월 15일   | 9.2%           | 10.6%        | 8.8%           | 9.5%         |
| 제20회      | 10월 16일   | 10.7%          | 11.9%        | 9.9%           | 10.9%        |
| 제21회      | 10월 22일   | 10.2%          | 11.7%        | 9.3%           | 10.5%        |
| 제22회      | 10월 23일   | 9.7%           | 11.6%        | 8.9%           | 10.0%        |
| 제23회      | 10월 29일   | 9.1%           | 10.3%        | 8.7%           | 9.7%         |
| 제24회      | 10월 30일   | 10.5%          | 11.4%        | 10.1%          | 10.9%        |
| 평균 시청률 | 평균 시청률 | 11.4%          | 12.8%        | 10.1%          | 11.1%        |

## 수상 경력
- 2012년 SBS 연기대상 10대스타상, 특별기획 최우수연기상 - 이민호
- 2012년 SBS 연기대상 뉴스타상 - 박세영

## 같이 보기
- 골든 타임 (MBC)
- 마의 (MBC, 2012년 10월 1일 ~ 2013년 3월 25일)
- 해운대 연인들 (KBS2)
- 울랄라 부부 (KBS2, 2012년 10월 1일 ~ 2012년 11월 27일)